# Нікола Лебеґ
Нікола-Антуан Лебеґ (фр. Nicolas-Antoine Lebègue, 1631, Лан — 6 липня 1702, Париж) — французький композитор, клавесиніст та органіст.

## Біографія
Про юність Лебеґа (пов'язану із художниками Ленен) мало що відомо. Він переїхав до Парижа в 1656 році та був призначений органістом в церкві Сен-Меррі в 1664 році. Цю посаду він займав до самої смерті. Він стає славетним виконавцем, композитором, педагогом (серед його учнів Жофруа, Ґріні, д'Аженкур, можливо Жюльєн, П'єр Дандріє та інші). У 1678 він призначається на один із чотирьох постів органіста у Королівській Каплиці (разом із Нівером, Томеленом та Бютерном).